# Zavrelimyia bifasciata
Zavrelimyia bifasciata är en tvåvingeart som först beskrevs av Daniel William Coquillett 1901.  Zavrelimyia bifasciata ingår i släktet Zavrelimyia och familjen fjädermyggor. Inga underarter finns listade i Catalogue of Life.